# (33396) Vrindamadan
1999 CU56 (asteroide 33396) é um asteroide da cintura principal. Possui uma excentricidade de 0.15707060 e uma inclinação de 8.12258º.
Este asteroide foi descoberto no dia 10 de fevereiro de 1999 por LINEAR em Socorro.